# Justicia pohliana
Justicia pohliana är en akantusväxtart som beskrevs av Profice. Justicia pohliana ingår i släktet Justicia och familjen akantusväxter. Inga underarter finns listade i Catalogue of Life.